# Veldgentiaan
De veldgentiaan (Gentianella campestris, synoniem: Gentiana campestris) is een eenjarige overwinterende plant, die behoort tot de gentiaanfamilie (Gentianaceae).
De plant komt voor op matig vochtige tot vrij droge, kalrijke grond in grasland en duinvalleien. De soort staat op de Nederlandse Rode lijst van planten als zeer zeldzaam en zeer sterk afgenomen. In Nederland is de plant vanaf 1 januari 2017 niet meer wettelijk beschermd.
De plant wordt 3-30 cm hoog en heeft een gegroefde of gevleugelde stengel. De wortel- en onderste stengelbladeren zijn omgekeerd eirond tot spatelvormig of eirond tot langwerpig. De bovenste bladeren zijn lancetvormig en hebben een brede voet.
Veldgentiaan bloeit van augustus tot de herfst met meestal violette, 2-2,5 cm grote bloemen, soms komen ook witte of geelachtig witte bloemen voor. De kelk en bloemkroon zijn meestal viertallig. De twee buitenste kelkslippen zijn veel breder dan de twee binnenste en de keel van de bloemkroon is van binnen gebaard. Door deze twee eigenschappen onderscheidt de veldgentiaan zich hiermee van de andere soorten.
De vrucht is een doosvrucht.

## Plantengemeenschap
De veldgentiaan is een kensoort voor het associatie van maanvaren en vleugeltjesbloem (Botrychio-Polygaletum).

## Namen in andere talen
- Duits: Feldenzian
- Engels: Field Gentian, Felwort
- Frans: Gentiane champétre